# هیدروکسیل

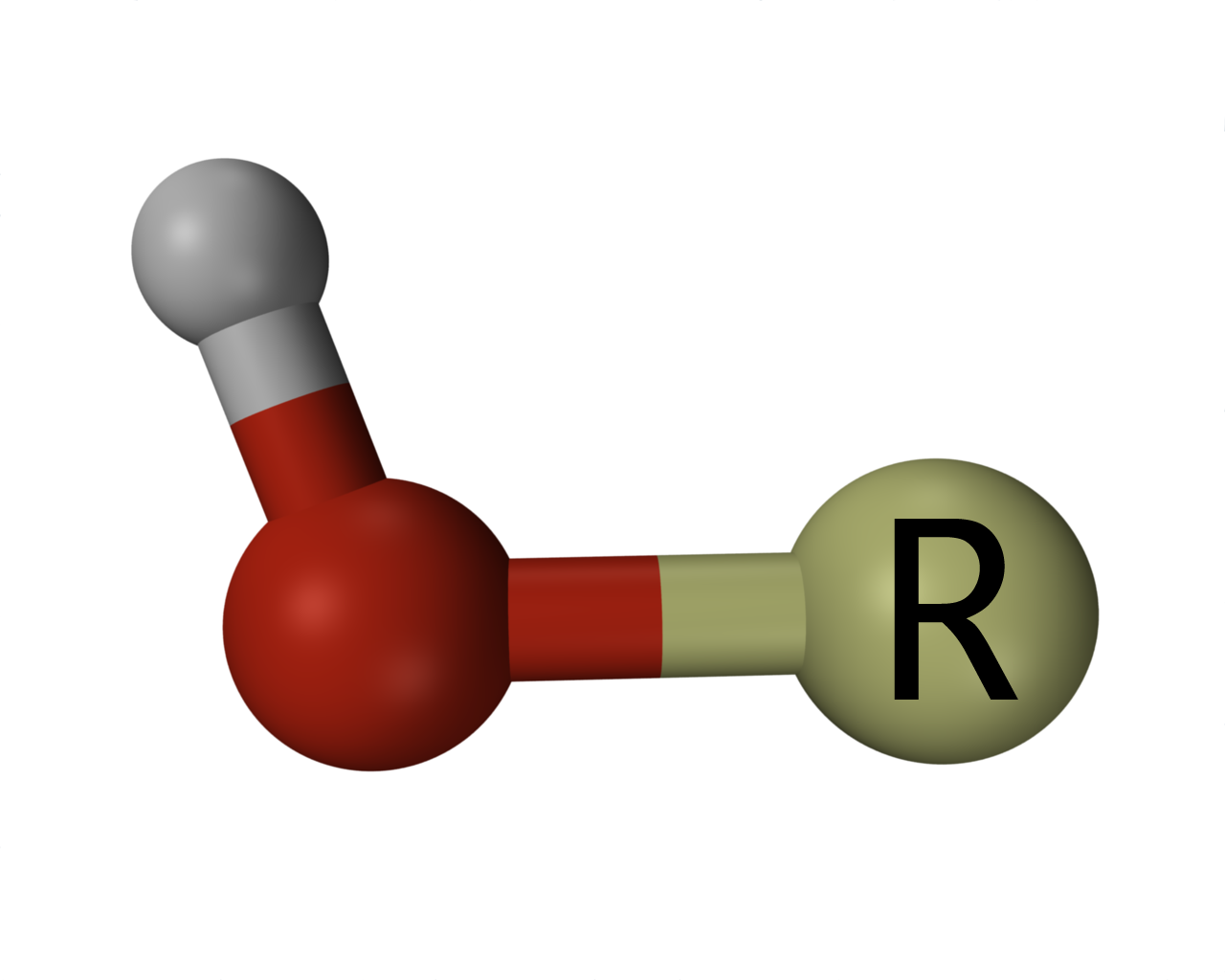
مدل سه بعدی گروه هیدروکسید.

هیدروکسیل، در شیمی، به مولکولی گفته می‌شود که از یک اتم هیدروژن و یک اتم اکسیژن که با پیوند کووالانسی (یک پیوند) به هم مرتبط شده‌اند ساخته شده باشد. وقتی اتم اکسیژن به مولکول دیگری متصل شود به آن گروه عاملی هیدروکسیل می‌گویند. مولکول‌هایی که گروه هیدروکسیل داشته باشند به نام الکل شناخته می‌شوند.در قندها استفاده رایج دارد و پیوند هیدروژنه عمدتاً به دلیل وجود گروه‌های هیدروکسیل (OH-) است که از طریق هیدروژن در گروه هیدروکسیل با اکسیژن در مولکول آب و از طریق اکسیژن در گروه هیدروکسیل با هیدروژن در مولکول آب، پیوند هیدروژنه برقرار می‌کند. زنجیره‌های هیدروکربنی بلندتر، قابلیت انحلال کمتری دارند.
توجه!(هیدروکسیل با هیدروکسید متفاوت است).
این تفاوت در پایین مقاله ذکر شده است.

## تفاوت هیدروکسید با هیدروکسیل
توجه شود هیدروکسید نام یون OH است که دارای یک بار منفی است و در آن اتم‌های هیدروژن و اکسیژن با یکدیگر پیوند کووالانسی برقرار کرده‌اند اما هیدروکسیل نوعی گروه عاملی است که می‌تواند در ترکیب‌های کووالانسی شرکت کند. پس هیدروکسید یک یون است و در ترکیب‌های یونی شرکت می‌کند در حالی که هیدروکسیل، یک گروه عاملی است و در ترکیب‌های کووالانسی شرکت می‌کند.